# مصباح ليزري
المصباح الليزري هو مصباح إضاءة والذي يستخدم مرايا لتوجيه الليزر إلي كتلة من الفوسفور من ثم يقوم الفسفور بإشعاع الضوء لتحدث الإنارة.
المصابيح الليزرية تستهلك نصف الطاقة التي تستهلكها مصابيح الليد، وتم تطويرها لأول مرة بواسطة شركة أودي للاستخدام في مصابيح الإنارة في سيارات لي مانس.